# Heliconius lavinia
Heliconius lavinia är en fjärilsart som beskrevs av Heinrich Neustetter 1926. Heliconius lavinia ingår i släktet Heliconius och familjen praktfjärilar. Inga underarter finns listade i Catalogue of Life.